# Oskar Vogt

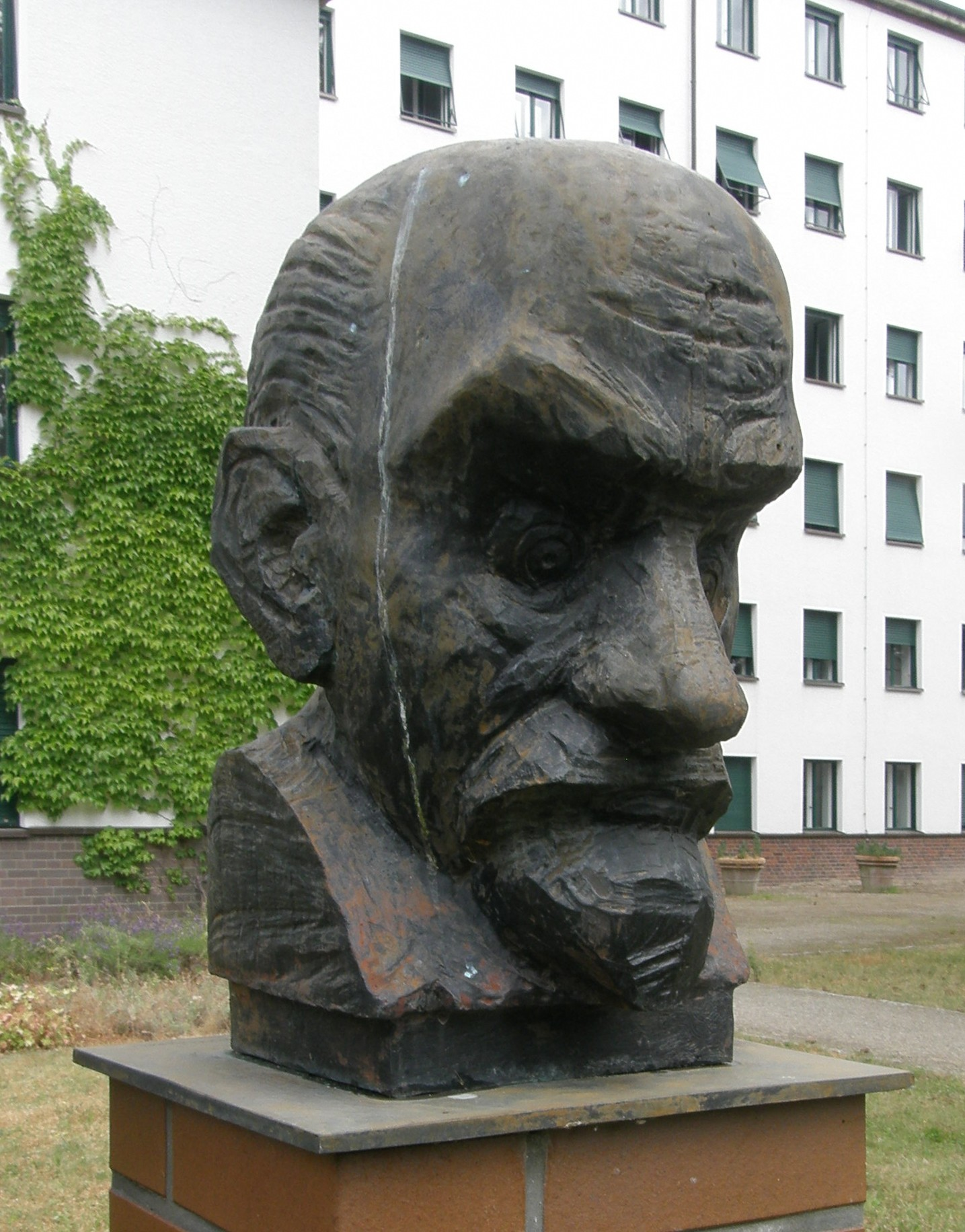
Upamiętniająca Oskara Vogta rzeźba Hansa Scheiba w Berlinie-Buch

Oskar Georg Dieckmann Vogt (ur. 6 kwietnia 1870 w Husum, zm. 30 lipca 1959 we Fryburgu Bryzgowijskim) – niemiecki lekarz neurolog i neuroanatom. Jego żoną była francuska neurolog Cécile Vogt-Mugnier.

## Życiorys
Studiował medycynę na Uniwersytecie Christiana-Albrechta w Kilonii i Uniwersytecie w Jenie, tytuł doktora medycyny otrzymał w Jenie w 1894. Gdy pracował w Paryżu z Josephem Jules′em Déjerine’em i jego żoną, Augustą Marie Dejerine-Klumke, poznał przyszłą żonę, Cécile Mugnier. Ożenił się z nią w 1899. Małżeństwo Vogtów pracowało od tej pory razem, publikując prace wspólnie, zazwyczaj z Cécile jako pierwszą autorką. Vogtowie mieli dwie córki, Marthe (1903–2003) i Marguerite (1913–2007). Marthe została neurofarmakologiem, otrzymała tytuł członka (Fellow) Royal Society i profesurę w Cambridge; Marguerite zajmowała się genetyką ewolucyjną, w latach 50. wyemigrowała do Stanów, gdzie pracowała z Renato Dulbecco nad opracowaniem szczepionki przeciwko poliowirusom i dostała posadę w laboratorium Salka.
5 czerwca 1936 otrzymał tytuł doktora honoris causa Uniwersytetu Stefana Batorego w Wilnie jako pierwszy Niemiec uhonorowany tego typu wyróżnieniem w Polsce. W 1950 otrzymał Nagrodę Państwową NRD.

## Dorobek naukowy
Vogtowie utworzyli w 1937 w Berlinie Instytut Badań Mózgu (Institut für Hirnforschung). Studiowali tam m.in. Korbinian Brodmann. Uczniami Vogta byli też Maksymilian Rose, Igor Klatzo, Jerzy Olszewski, Hubert Meessen, Lieselotte Gerhard i Adolf Hopf.
Oskar i Cecile Vogtowie byli jednymi z twórców cytoarchitektoniki ludzkiego mózgu, w 1910 roku przedstawili pierwszą mieloarchitektoniczną mapę ludzkiej kory mózgowej. Pozostawili wiele prac poświęconych klinice chorób wzgórza i neuroanatomii. Opisali zespół objawów, znany jako stan marmurkowaty albo choroba Vogtów (ang. Vogt-Vogt syndrome).
Vogt interesował się hipnotyzmem i psychologią. W okresie międzywojennym wydawał „Journal für Psychologie und Neurologie” (potem „Journal für Hirnforschung”). W 1924 roku został zaproszony na konsultację śmiertelnie chorego Lenina, a rok później przyjął ofertę tamtejszego ministerstwa zdrowia założenia w Moskwie instytutu badań mózgu (Institut Mozga). W Berlinie szkoliło się u niego wielu rosyjskich lekarzy i biologów, w tym Siergiej Zarapkin, Nikołaj Popow, Isaj Sapir, Siemion Sarkisow.

## Prace
- Vogt C, Vogt O. Zur Erforschung der Hirnfaserung. W: Neurobiologische Arbeiten. Beiträge zur Hirnfaserlehre. 145 Seiten mit 60 Lichtdrucktafeln und 25 Figuren im Text. Berlin, 1902
- Zur anatomischen Gliederung des Cortex cerebri. Journal für Psychologie und Neurologie 2, 160-180 (1903)
- Die Markreifung des Kindergehirns während der ersten vier Lebensmonate und ihre methodologische Bedeutung. W: Neurobiologische Arbeiten. Beiträge zur Hirnfaserlehre. 118 Seiten, mit Tafeln 59 bis 171. Berlin, 1904
- Wert der myelogenetischen Felder der Großhirnrinde (Cortex pallii). Anatomischer Anzeiger 29, 273-287 (1906)
- Vogt C, Vogt O: Zur Kenntnis der elektrisch erregbaren Hirnrinde-Gebiete bei den Säugetieren. Journal für Psychologie und Neurologie 18 (1907)
- Die myeloarchitektonische Felderung des menschlichen Stirnhirns (1910)
- Die Myeloarchitektonik des Isocortex parietalis (1911)
- Allgemeine Ergebnisse unserer Hirnforschung. Journal für Psychologie und Neurologie 25, suplement 1, s. 273-462 (1919)
- Zur Lehre der Erkrankungen des striären Systems. Journal für Psychologie und Neurologie 25 (suplement 3), 627-846 (1920)
- Erkrankungen der Grosshirnrinde im lichte der Topistik, Pathoklise und Pathoarchitektonik. Journal für Psychologie und Neurologie 28 (1922)
- Psychiatrisch wichtige Tatsachen der zoologisch-botanischen Systematik (1926)
- Die vergleichend-architektonische und die vergleichend-reizphysiologische Felderung der Großhirnrinde unter besonderer Berücksichtigung der menschlichen[5] (1926)
- Die Grundlagen und die Teildisziplinen der mikroskopischen Anatomie des Zentralnervensystems. Handbuch der mikroskopischen Anatomie des Menschen, vol 4; Berlin, 1928.
- Thalamusstudien I-III. Journal für Psychologie und Neurologie 50, 33-154 (1943)